# Розен, Михаил Иосифович
Михаил Иосифович Розен (1884—1937) — начальник войск ВЧК, старший фейерверкер.

## Биография
С 1900 участвовал в революционном движении, неоднократно арестовывался и ссылался. Мобилизован в 1914, участник 1-й мировой войны, был ранен, являлся Георгиевским кавалером. В 1917 член Петроградского совета, принимал участие в создании Красной гвардии, в боях с корниловцами, штурме Зимнего дворца, в боях с юнкерами. В 1918—1919 начальник 2-й Новгородской дивизии, член РВС 7-й армии. В 1919 учился в Академии генерального штаба РККА. В 1920 командовал 13-й и 55-й стрелковыми дивизиями на Западном фронте и 42-й стрелковой дивизией (17 октября — 27 декабря) на Южном фронте.
В 1921 являлся начальником войск ВЧК. С февраля 1922 командовал рядом соединений Красной армии. C 1923 директор завода, затем председатель общества «Добролёт», заведующий губернским политпросветом, редактор журнала «Новый зритель», заместитель председателя Комитета по изобретательству при Совете труда и обороны, член Центрального совета Осоавиахима и заместитель председателя Центрального транспортного совета. Первый раз арестован 7 января 1936 органами НКВД «за связь с руководством контрреволюционной организации» (так называемой Рабочей оппозиции). Постановлением Особого совещания при НКВД СССР от 28 марта 1936 заключён в ИТЛ сроком на 5 лет. Во время отбытия наказания в лагере арестован повторно, и постановлением тройки управления НКВД по Дальстрою от 7 сентября 1937 был обвинён «в проведении активной контрреволюционной подрывной троцкистской деятельности», приговорён к ВМН. Расстрелян по приговору ВКВС СССР 13 октября того же года. Посмертно реабилитирован 7 июня (по другим данным 22 мая) 1956 постановлением Магаданского областного суда.

## Семья
Двое братьев Розена погибли в Гражданскую войну. Был женат на Ольге, дочери Иркутского губернатора, которая была вместе с мужем на фронтах Гражданской войны. Сын Игорь Михайлович погиб во время Великой Отечественной войны.